# Otwór kierunkowy
Otwór kierunkowy – odwiert charakteryzujący się zamierzonym skrzywieniem osi.

## Pojęcie otworu kierunkowego
W praktyce wiertniczej nader często spotyka się zjawisko skrzywienia osi otworu. Może mieć ono charakter niezamierzony – będzie się wtedy mówić o samorzutnym skrzywieniu osi otworu, spowodowanym zmiennością fizyczno-mechanicznych i strukturalnych własności skał, czyli czynnikami geologicznymi, jak i czynnikami techniczno-technologicznymi. 
	Zamierzonym skrzywieniem osi otworu nazywa się natomiast zmianę położenia osi w przestrzeni, spowodowaną stosowaniem przeznaczonych ku temu narzędzi (kliny odchylające, łączniki krzywe, turbowierty, wgłębne silniki hydrauliczne), bądź też zmianą parametrów technologii wiercenia. Głębienie otworu z wykorzystaniem wyżej wymienionych środków w celu odchylenia jego osi nazwiemy wierceniem kierunkowym, a zatem pod pojęciem otworu kierunkowego rozumieć się będzie otwór wiertniczy, odchylony w przestrzeni od kierunku pionowego i azymutalnego, na skutek zamierzonej ingerencji człowieka.

## Cel wiercenia otworów kierunkowych
Przestrzenne rozpoznanie wgłębnych struktur geologicznych, jak również poszukiwanie, opróbowanie i udostępnianie do eksploatacji poziomów ropo- i gazonośnych, wykonywane jest za pomocą otworów pionowych i kierunkowych.
Otwory kierunkowe wiercone są zarówno na lądzie jak i pod dnem mórz i oceanów. W praktyce wiertniczej spotyka się najczęściej następujące zastosowania otworów kierunkowych:

### Wiercenie grupy otworów z jednego stanowiska

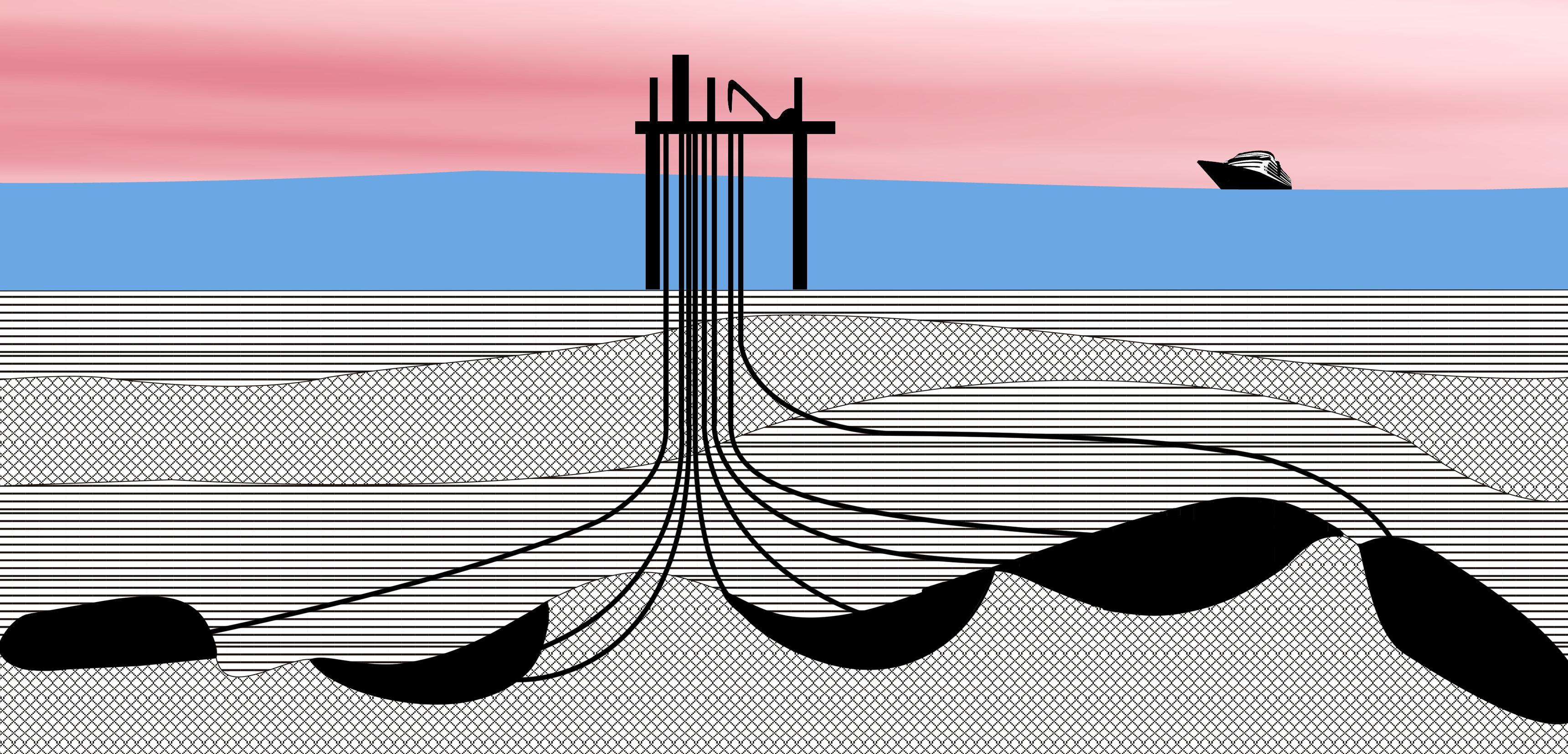
Wiercenie grupy otworów z jednego stanowiska.

W wielu przypadkach bardziej ekonomiczne jest wykonanie grupy odwiertów z jednego stanowiska. Ma to miejsce szczególnie podczas eksploatacji podmorskich pól naftowych, gdzie poszczególne złoża są położone na tyle blisko siebie, że wykonywanie pojedynczych otworów z indywidualnych platform jest niepraktyczne i nie miałoby ekonomicznego uzasadnienia. 
Takie rozwiązanie pozwala również znacznie skrócić czas od wykonania pierwszego odwiertu, do oddania złoża do eksploatacji, bowiem unika się w ten sposób strat czasu związanych z przemieszczaniem platformy na nowe stanowisko. 

### Odwierty ratunkowe

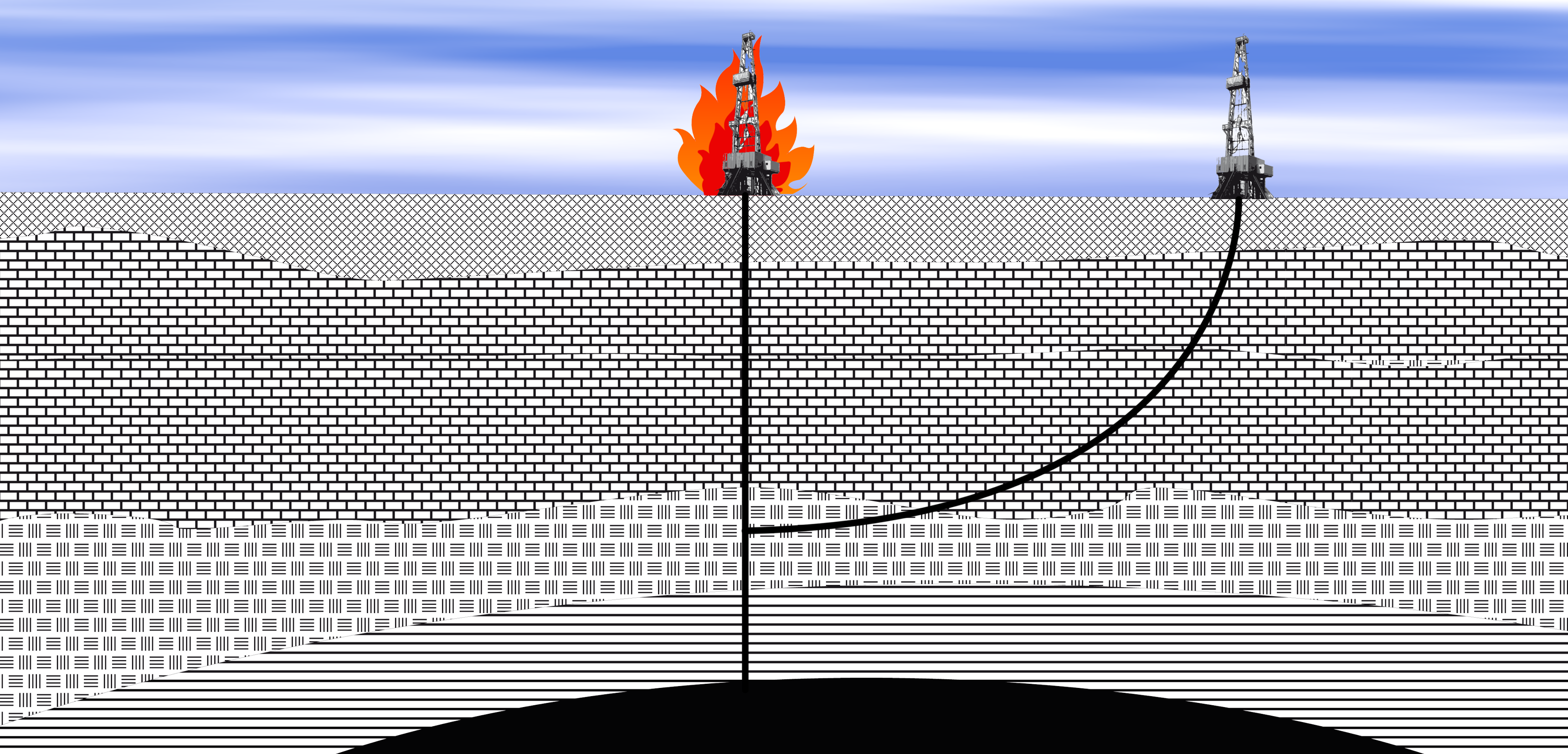
Otwór ratunkowy, wiercony w celu stłumienia pożaru wiertni.

W przypadku wystąpienia niekontrolowanego przypływu płynu złożowego do otworu, połączonego z pożarem na wiertni i niemożnością opanowania zaistniałej sytuacji metodami konwencjonalnymi, w pobliżu wykonuje się odwiert ratunkowy. Po odwierceniu odcinka pionowego, na wymaganej głębokości następuje odejście od pionu w kierunku otworu pierwszego (tzn. tego, na którym wystąpiła erupcja) w taki sposób, by nastąpiło połączenie obu odwiertów. Umożliwia to zatłoczenie odpowiedniej ilości obciążonej płuczki wiertniczej i tym samym zrównoważenie ciśnienia złożowego, które wywołało erupcję. 

### „Prostowanie” otworu

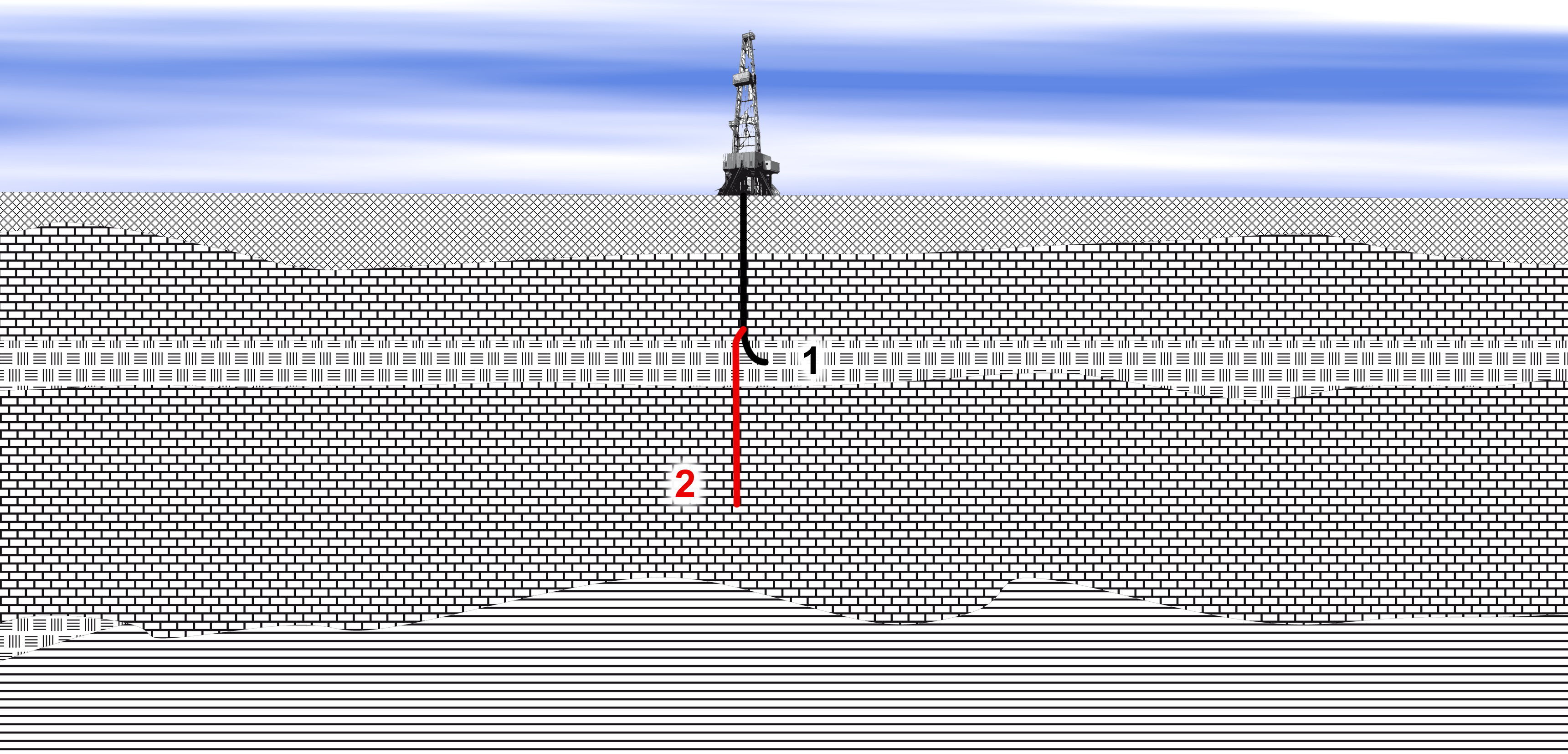
"Prostowanie" niezamierzonego odchylenia osi otworu od pionu: 1 - trajektoria pierwotna; 2 - trajektoria skorygowana.

Podczas wiercenia otworów pionowych zdarza się wielokrotnie, że następuje niezamierzone odchylenie osi otworu od pionu. Może być to związane ze zmianą fizycznych własności przewiercanych warstw skalnych, kątem ich upadu, występowaniem kawern, etc. W takich wypadkach koryguje się trajektorię wierconego otworu z użyciem technologii identycznej ze stosowaną do wiercenia odcinków krzywoliniowych.

### Odchylanie osi otworu od istniejącego odcinka

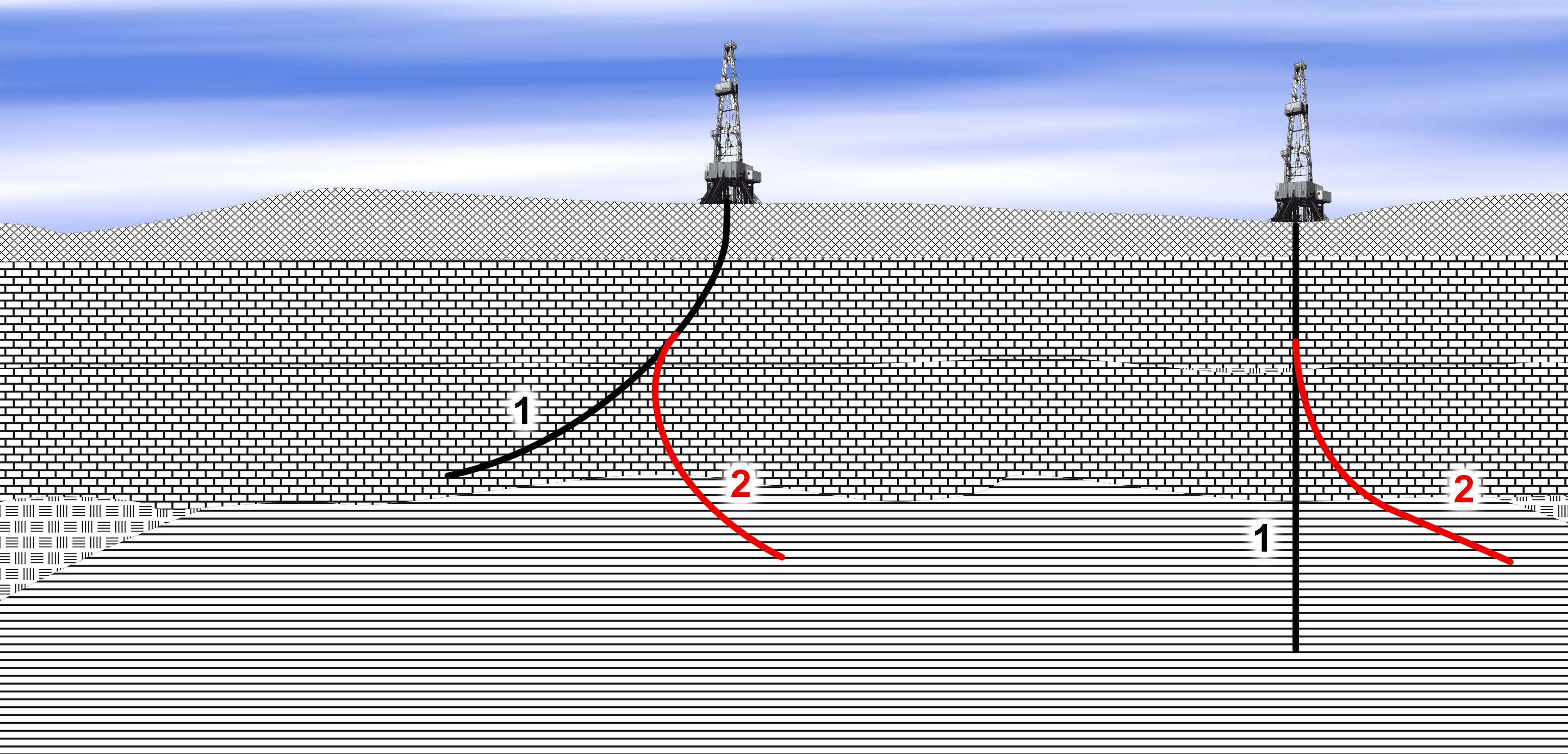
Odchylanie osi otworu od istniejącej trajektorii: 1 - trajektoria pierwotna; 2 - trajektoria skorygowana.

W trakcie wiercenia otworu często natrafia się na strefy katastrofalnych ucieczek płuczki, zaciskania ścian i przechwyceń przewodu wiertniczego, bądź innych komplikacji, spowodowanych właściwościami przewiercanych skał. W takich przypadkach może się okazać konieczne odwiercenie nowego odcinka z miejsca, leżącego powyżej już istniejącego fragmentu otworu, w celu ominięcia strefy, której przewiercanie skutkuje wyżej wymienionymi zagrożeniami. 
Należy również wymienić przypadek, gdy wykonane w trakcie prowadzonych prac badania geofizyczne wykażą prawdopodobieństwo istnienia innego poziomu perspektywicznego, leżącego w pobliżu. W tym wypadku czynniki ekonomiczne decydują o odwierceniu z istniejącego otworu kolejnego, odchylonego odcinka. 

### Badanie struktur niedostępnych wierceniem otworu pionowego

Schemat otworu kierunkowego wykonanego w celu dowiercenia złoża pod obszarem zurbanizowanym.

Wiercenie otworów pionowych jest często niemożliwe, z powodu istnienia przeszkód pochodzenia naturalnego (góry, zbiorniki wodne) lub stworzonych przez człowieka (obszary zabudowy miejskiej, drogi, itd.). Znajdujące się pod takimi miejscami poziomy ropo i gazonośne udostępnia się za pomocą odwiertów kierunkowych. 

### Odwierty wykonywane w sąsiedztwie uskoków
Obszary znajdujące się w pobliżu uskoków są częstym miejscem występowania złóż węglowodorów. Niestety, wiercenie otworu pionowego napotyka w takim przypadku na szereg trudności i najlepszym rozwiązaniem w takich przypadkach jest wykonanie otworu kierunkowego. 

### Badanie struktur położonych pod nawisem wysadów solnych

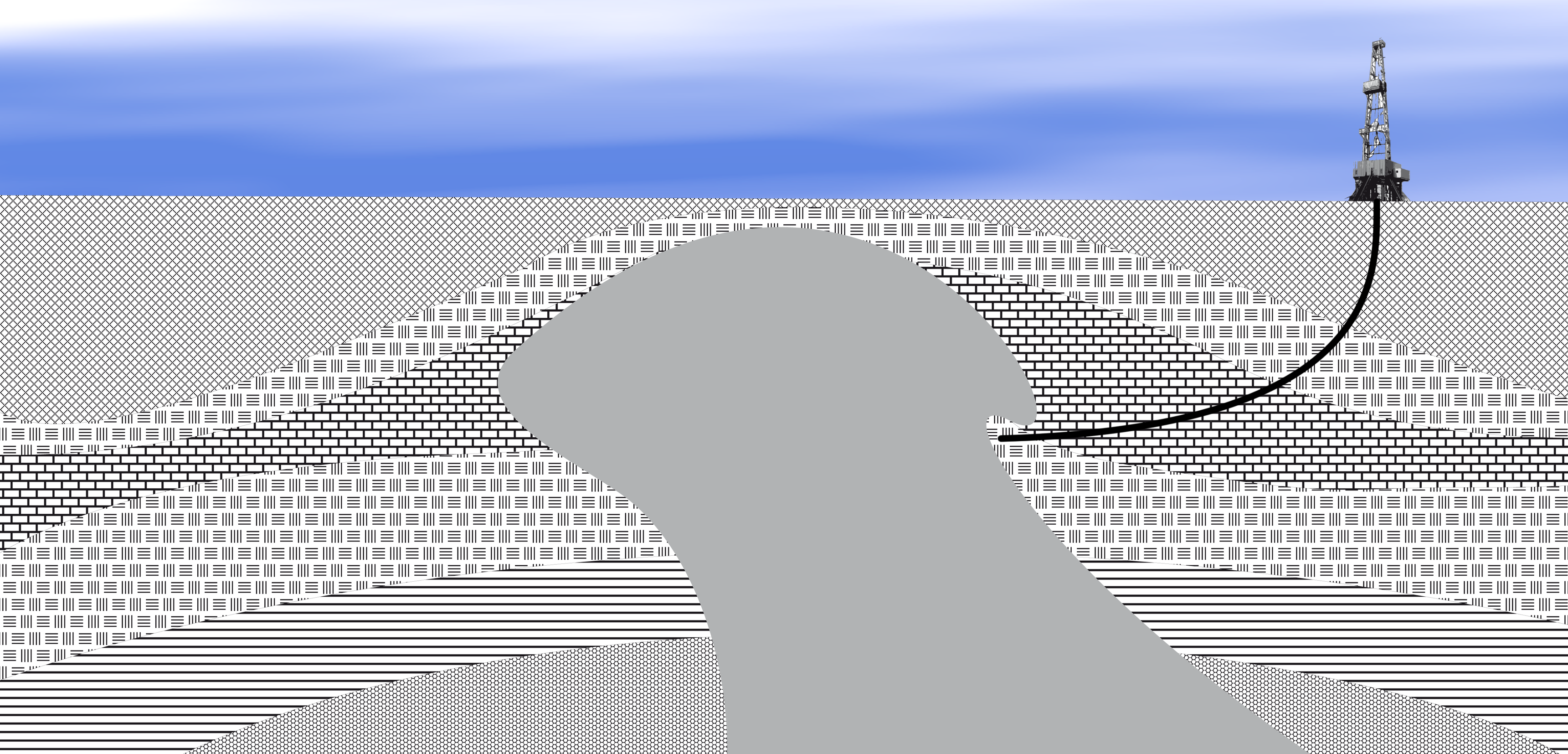
Dowiercanie złoża pod nawisem wysadu solnego.

Wiercenia kierunkowe stosuje się również w przypadku dowiercania struktur, położonych pod nawisem wysadów solnych. Udostępnienie wyżej wymienionych za pomocą pionowego odwiertu wiązałoby się z napotkaniem szeregu trudności i dodatkowych kosztów podczas wiercenia w warstwie soli.

### Udostępnianie z lądu złóż podmorskich
W przypadku, gdy złoże węglowodorów znajduje się pod dnem morza, ale nieopodal linii brzegowej, wtedy bardziej opłacalne jest wykonanie odwiertu (bądź ich grupy) z urządzenia znajdującego się na lądzie. Bierze się to stąd, że koszt eksploatacji morskiej platformy wiertniczej znacznie przewyższa wydatki, jakie trzeba by ponieść w przypadku wiercenia z lądu, nawet po uwzględnieniu dodatkowych kosztów wiercenia kierunkowego.

## Metody stosowane w celu krzywienia osi otworu
Krzywienie otworów kierunkowych wykonuje się za pomocą różnorakich metod. Możemy tu wymienić:
- metodę stołową;
- wiercenie otworów z użyciem turbowiertów;
- wiercenie otworów z użyciem wgłębnych silników hydraulicznych;
- wiercenie otworów z użyciem górnego oraz bocznego napędu.

Obecnie najbardziej rozpowszechnioną i najczęściej stosowaną metodą wiercenia otworów kierunkowych jest metoda z użyciem wgłębnych silników hydraulicznych typu wyporowego. 

## Horyzontalne przewierty kierunkowe (HDD - Horizontal Directional Drilling)
Do otworów kierunkowych należą również horyzontalne przewierty kierunkowe. Ta nowoczesna technologia (zaliczana do grupy tzw. technologii bezwykopowych) polega na wykonywaniu poziomych przewiertów sterowanych.
Horyzontalne przewierty kierunkowe umożliwiają wykonywanie różnego rodzaju instalacji (wodociągi, kanalizacja, gazociągi, linie energetyczne) metodą bezwykopową wszędzie tam, gdzie niemożliwe jest wykonanie odkrytego wykopu pod rury lub kable:
- Na terenach silnie zurbanizowanych, gdzie wykorzystanie metod tradycyjnych jest niemożliwe ze względu na istniejącą zabudowę.
- Gdy zachodzi potrzeba pokonania przeszkód w postaci traktów komunikacyjnych (ruchliwych szos, torów tramwajowych i kolejowych).
- Na terenach o gęstej sieci wodociągów, kanalizacji oraz linii energetycznych i telekomunikacyjnych. W takim przypadku jedynym rozwiązaniem jest wykonanie poziomego przewiertu poniżej siatki instalacji.
- W przypadku przekraczania żeglownych rzek i kanałów bardziej opłacalne może być położenie instalacji pod dnem, niż budowa konstrukcji zawieszonej nad lustrem wody.
- Podczas pokonywania gór i wzniesień.
- Podczas prowadzenia instalacji przez tereny które ze względu na walory przyrodnicze i krajobrazowe powinny zostać nienaruszone.